# پارک ملی توررون‌سوئو
پارک ملی تورْرونْ‌سوئو (فنلاندی: Torronsuon kansallispuisto) یک پارک ملی در منطقه تاواستیای اصلی فنلاند است. حتی قبل از اعلام آن به عنوان پارک ملی در سال ۱۹۹۰، منطقه باتلاق ایالتی تقریباً طبیعی یک منطقه حفاظت شده بود. مساحت این پارک ۲۵٫۵ کیلومتر مربع (۹٫۸۵ مایل مربع) است.
منطقه پارک یک خلاش گنبدی آمبروتروفیک معمولی است یک لایه چمن ضخیم که قسمت میانی آن بالای لبه‌های آن قرار دارد. لایه چمن یکی از ضخیم‌ترین لایه‌های اندازه‌گیری شده در بین باتلاق‌های فنلاند است که به صورت محلی تا ۱۲ متر (۳۹ فوت) طول دارد.
تورْرونْ‌سوئو به دلیل حیات پرندگان و گونه‌های پروانه‌ای منطقه‌ای ارزشمند است. تقریباً صد گونه از پرندگان در این منطقه لانه می‌کنند. بخشی از پرندگان و حشرات گونه‌هایی هستند که معمولاً در نواحی شمالی زندگی می‌کنند و در جاهای دیگر در جنوب فنلاند چندان دیده نمی‌شوند.